# Leites Nestlé
Leites Nestlé – żeński klub piłki siatkowej z Brazylii. Został założony w 1993 roku z siedzibą w mieście Jundiaí. Jednak po 6 latach został rozwiązany w 1999 roku. 

## Osiągnięcia

### Klubowe Mistrzostwa Świata
- 1994

### Liga Mistrzyń Ameryki Południowej
- 1997, 1998

### Mistrzostwa Brazylii
- 1994/1995, 1995/1996, 1996/1997
- 1997/1998
- 1998/1999